# New York Athletic Club
Il New York Athletic Club è un club polisportivo statunitense, con sede a New York.
Fondato nel 1868 da Harry Buermeyer, John Babcock e William Curtis, organizzò i primi campionati nazionali di pugilato, lotta e di atletica leggera, e portò la scherma negli Stati Uniti. Oggi, il NYAC, situato a Central Park South e Seventh Avenue, è la prima organizzazione sportiva di New York, con oltre 9000 membri, ammessi solo per invito.

## Importanti membri
I membri del NYAC hanno vinto in totale 215 medaglie olimpiche, di cui 123 d'oro, 40 d'argento e 52 di bronzo.
I trentanove atleti del NYAC conquistarono 5 medaglie d'oro, 1 d'argento e 5 di bronzo ai Giochi olimpici di Atene 2004, mentre ai Giochi di Pechino 2008 vinsero due medaglie d'oro, una medaglia d'argento e due medaglie di bronzo.

### Membri passati
- Rocky Aoki — Fondatore dei ristoranti Benihana
- Jack Dempsey — Campione mondiale dei pesi massimi di pugilato
- Amadeo Giannini — Fondatore della Bank of America
- Peter Jennings — Giornalista dell'ABC News
- John Fitzgerald Kennedy Jr. — Fondatore della rivista George, figlio di John Fitzgerald Kennedy
- Wellington Mara — Proprietario dei New York Giants
- Robert Coote - Attore britannico

### Membri attuali
- Marisol Deluna — Fashion designer
- Gavin MacLeod — Attore tv, famoso per la serie Love Boat
- Charles Osgood — Commentatore della CBS News
- Mark Simone — Personaggio di tv e radio
- George Steinbrenner — Proprietario dei New York Yankees
- John Mara - Proprietario dei New York Giants

## Strutture
Il club possiede due strutture principali, una a New York e una a Travers Island. La "City House", situata al 180 Central Park South, occupa una delle più prestigiose strutture della città. Costruita agli inizi del XX secolo, offre una vista panoramica su Central Park. La struttura di 24 piani include due ristoranti, un cocktail lounge, una biblioteca, una sala da ballo, una da biliardo e otto piani di stanze per membri e ospiti del club. I piani di allenamenti per i membri includono una piscina, un campo da pallacanestro, un ring per il pugilato, una stanza per la lotta e per la scherma, un piano per il judo e un campo da squash.
Denominata con il nome dell'uomo d'affari William Travers, che la rese abitabile per se stesso nel 1886, Travers Island è la sede estiva del NYAC, presso Long Island Sound. L'isola è situata tra Neptune Island, Glen Island e Hunter Island nel Pelham Bay Park di New York.
Questa sede consiste nella "Main House" e in altri edifici e strutture che ricoprono 30 acri di terreno, circa 120.000 m². Le strutture riguardano il tennis, il canottaggio, il nuoto di fondo, i tuffi, il rugby, il calcio, il croquet e il lacrosse.

## Curiosità
- Nel novembre 2003, il club fu sede di quattro partite di scacchi tra Garri Kasparov e il computer X3D Fritz.